# انجیل طفولیت سریانی

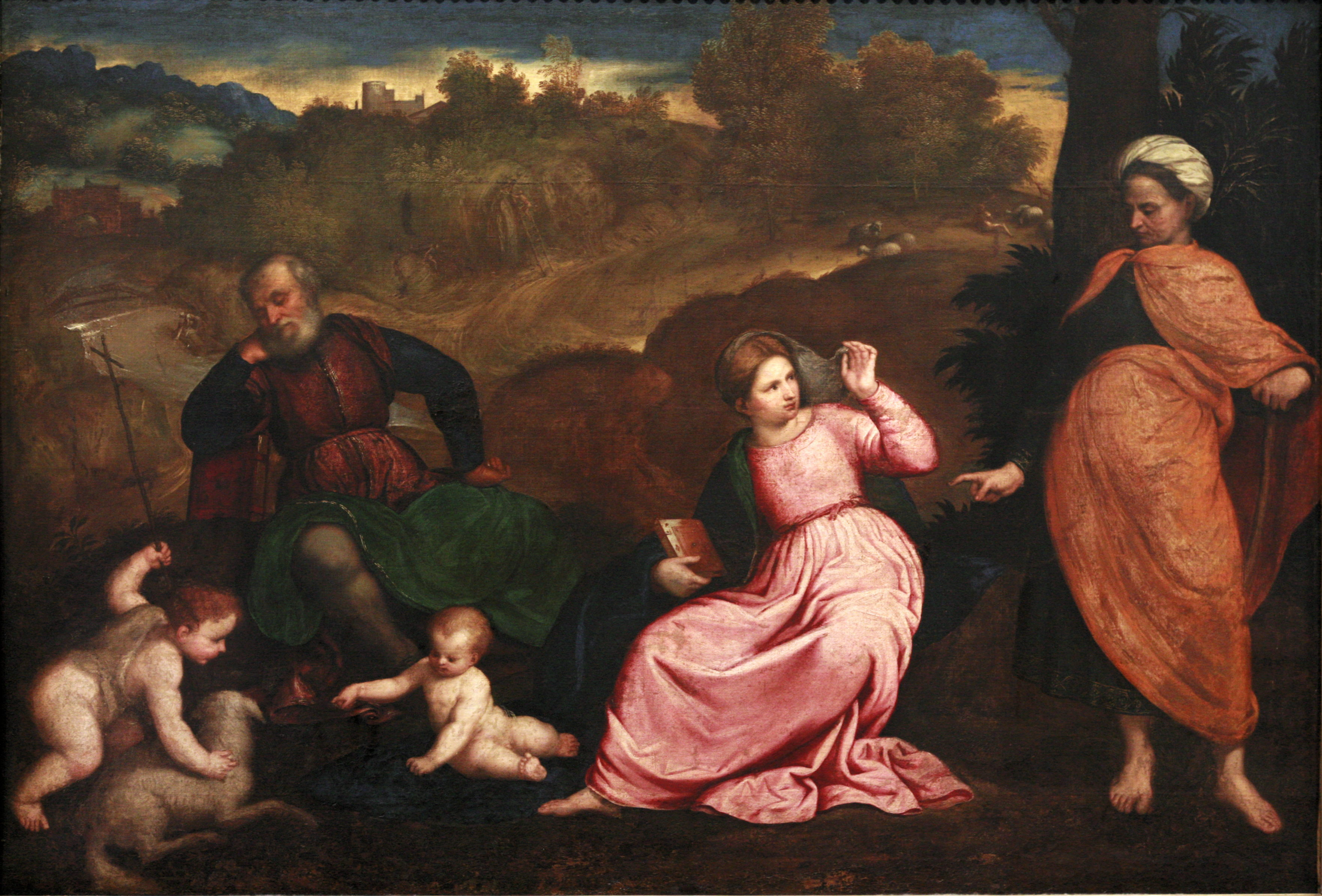
استراحت در زمان فرار به مصر، از پریس بوردونه، حدود ۱۵۳۰ میلادی. در سال ۲۰۱۵ آن کورنلو ادعا کرد این نقاشی صحنه‌ای از انجیل طفولیت سریانی است.

انجیل طفولیت سریانی یا انجیل طفولیت عربی انجیلی است که بعدها به عهد جدید اضافه شده‌است و مطالب آن مربوط به زمان نوزادی عیسی است. دوران نوشته شدن این انجیل حداقل به قرن ۶ میلادی بازمی‌گردد و منابع آن انجیل طفولیت توما و انجیل یعقوب هستند. دو نسخه دست‌نویس مربوط به سال ۱۲۹۹ و قرن ۱۵ یا ۱۶ میلادی به زبان عربی از این انجیل موجود است که تأثیر قرآن بر آن را نشان می‌دهد.